# Аншу Джамсенпа
Аншу Джамсенпа — індійська альпіністка. Відома як перша жінка у світі, яка піднялася на вершину гори Еверест двічі за сезон, а також за найшвидше подвійне сходження на цю гору (протягом п'яти днів).
У 2021 році вона була нагороджена четвертою за значущістю цивільною нагородою Індії — Падма Шрі.

## Кар'єра
12 травня 2011 Джамсенпа вперше піднялася на Еверест, а вже 21 травня вона зійшла на цю вершину вдруге.
У 2013 році вона піднялася на Еверест з експедицією під керівництвом Сурджіта Сінгха Лейшангтема.
У 2017 році Джамсенпа стала першою жінкою в світі, яка піднялася на вершину гори Еверест двічі за сезон і першою, кому вдалося це зробити протягом 5 днів. Також, оскільки це було її п'яте сходження, вона стала індійською альпіністкою з найбільшою кількістю сходжень на Еверест.
Отримавши благословення Далай-лами, 2 квітня 2017 року вона розпочала свою експедицію на Еверест із Ґувахаті. Вона провела 38 днів для акліматизації в Південному базовому таборі на висоті 5364 м і 4 квітня розпочала свою основну подорож. О 9:15 ранку 16 травня разом із 17 іншими альпіністами вона піднялася на вершину гори та розгорнула прапор Індії.
Вже 19 травня вона розпочала друге сходження із непальським альпіністом Фурі Шерпою. Вона продовжувала сходження майже без перерв, до 22 години. Наступного ранку вона відновила сходження, зробила невелику перерву перед підйомом на вершину, і нарешті досягла її о 7:45 ранку 21 травня 2017 року Цього року їй знадобилося 118 годин 15 хвилин, щоб повністю завершити місію..

## Відзнаки та нагоороди
Аншу Джамсенпа увійшла в історію як перша жінка, яка двічі здійснила подвійне сходження, та перша індійська альпіністка, яка піднялася на Еверест п'ять разів.
30 червня 2011 року в Нью-Делі вона отримала нагороду CNN-IBN «Молодий індійський лідер» («Young Indian Leader Award»). Нагороду вручив Джйотірадітя Скіндія з Міністерства торгівлі та промисловості.
2 червня 2012 року Федерація індійських торгово-промислових палат у Ґувахаті нагородила Джамсенпу званням «Жінка-успішниця року» («Woman Achiever of the Year 2011-12»).
У 2017 році уряд штату Аруначал-Прадеш запропонував кандидатуру Джамсенпи для Національної премії Тенцинга Норгея за пригоди, і 25 вересня 2018 року в Нью-Делі президент Рам Натх Ковінд вручив їй цю нагороду.
31 січня 2017 року уряд штату Аруначал-Прадеш присудив їй нагороду «Туристична ікона року» («Tourism Icon of the Year Award»). На церемонії, що відбулася в Ітанагарі, був присутній губернатор Падманабха Ачарья як головний гість.
Джамсенпа отримала ступінь Ph.D від Аруначалського університету за досягнення в галузі екстремальних видів спорту та як гордість регіону.

## Особисте життя
Її чоловік, Церінг Ванге, є президентом Асоціації альпінізму та пригодницького спорту штату Аруначал. У них двоє дочок.